# Dawkinsia arulius
Барбус аруліус (Dawkinsia arulius) — субтропічна прісноводна риба роду Dawkinsia родини коропових. Вперше описана у 1849 році. Наукова назва походить від місцевої назви даного виду.
Зустрічається на території південно-західної Індії, басейн р. Кавері.
Довжина риби не перевищує 12 см. Характерною особливістю риби є спинний плавець, перші промені якого у самців розділенні і витягнуті (з віком стають дуже довгі) та нагадують кіски.
Утримується як акваріумна риба.